# نادي طوباس
نادي طوباس الرياضي هو نادي رياضي فلسطيني من الضفة الغربية من مدينة طوباس ،صعد جديد إلى دوري المحترفين الفلسطيني بعد صعوده من دوري الدرجة الأولى في الضفة الغربية.

## الإنجازات
- دوري الضفة الغربية الدرجة الأولى
  - 2019–20